# Кунар
Куна́р (пушту کونړ‎, дари کنر — Konar) — провинция на востоке Афганистана. Граничит с провинцией Нангархар на юге и с провинцией Лагман на западе, с Пакистаном — на востоке, с провинцией Нуристан — на севере.

## Географическое положение
86 % территории занято горами.

## Административное деление
Провинция Кунар делится на 16 районов:
- Асадабад
- Асмар
- Бар-Кунар
- Вата-Пур
- Газиабад
- Дангам
- Дара-и-Печ
- Хас-Кунар
- Маравара
- Наранг
- Нари
- Нургал
- Сирканай
- Шайгал Ва Шинтан
- Чапа-Дара
- Чавкай

## Население
Преобладающее население — пуштуны.

## История
В годы Афганской войны (1979—1989) в провинции Кунар дислоцировалась 66-я отдельная мотострелковая бригада и действовал влиятельный полевой командир Юнус Халес.